# Teodor Duracz
Teodor Duracz, ps. „Profesor” (ur. 9 lutego 1883 w Czupachówce, w ujeździe ochtyrskim guberni charkowskiej, zm. 12 maja 1943 w Warszawie) – polski działacz komunistyczny, adwokat, agent wywiadu radzieckiego.

## Życiorys
Po ukończeniu gimnazjum w Achtyrce w 1904 r. rozpoczął studia na wydziale prawa uniwersytetu w Charkowie. Od 1905 r. należał do Polskiej Partii Socjalistycznej, potem do PPS-Lewicy. W czasie rewolucji 1905 roku był jednym z organizatorów strajku chłopskiego, za co został aresztowany i przez miesiąc więziony. W 1908 r. ukończył studia i rozpoczął pracę zawodową, najpierw jako aplikant, a od 1911 jako adwokat przysięgły-cywilista w Aleksandrówce w guberni chersońskiej. W 1917 r. brał udział w rewolucji październikowej; pracował w Komisariacie do Spraw Polskich jako kierownik Wydziału Organizacyjnego i redaktor „Wiadomości”, urzędowego organu Komisariatu w Zagłębiu Doniecko-Krzyworoskim. W sierpniu 1918, gdy Ukrainę zajęły wojska państw centralnych, przybył do Polski.
W grudniu 1918 wstąpił do Komunistycznej Partii Robotniczej Polski i otrzymał od tej partii zadanie zorganizowania Wydziału Prawnego przy WRDR. W latach 1918–1939 obrońca w procesach politycznych polskich komunistów i działaczy robotniczych, bronił m.in. Tomasza Dąbala (1922), Władysława Hibnera, Władysława Kniewskiego i Henryka Rutkowskiego (1925), Marcelego Nowotkę i Małgorzatę Fornalską (1935). Był członkiem Ligi Obrony Praw Człowieka i Obywatela. Był wieloletnim współpracownikiem wywiadu radzieckiego w Polsce. Jego kancelaria adwokacka zajmowała się koordynacją obrony komunistycznych działaczy i osób prowadzących działalność szpiegowską na rzecz ZSRR. Jednocześnie pracował w sowieckim przedstawicielstwie handlowym w Warszawie. Przez kancelarię Duracza przechodziły informacje z jednej z najważniejszych siatek sowieckich, penetrującej MSW i polską policję polityczną. W 1941 r. w grupie „Proletariusz”, współredagował pismo „Przełom”. W 1942 r. w szeregach Polskiej Partii Robotniczej, był jednym z czołowych działaczy i członkiem KC (kierownik Wydziału Informacji). Po śmierci Marcelego Nowotki prowadził wewnętrzne dochodzenie w ramach PPR na temat okoliczności tego zabójstwa.
Aresztowany 11 marca 1943 i uwięziony na Pawiaku, zamordowany po torturach podczas przesłuchiwania przez Gestapo.

## Upamiętnienie
Postanowieniem Bolesława Bieruta z 24 października 1947 został pośmiertnie odznaczony Orderem Krzyża Grunwaldu III klasy za zasługi położone w walce konspiracyjnej z okupantem.
Został wybrany patronem Centralnej Szkoły Prawniczej popularnie nazywanej „Duraczówką” – stalinowskiej szkoły prawniczej funkcjonującej w latach 1948–1953, umożliwiającej po ukończeniu dwuletniego kursu zajmowanie stanowisk sędziów i prokuratorów w PRL. Był patronem szkoły podstawowej nr 69 przy ul. Wiktorskiej w Warszawie.
W PRL jego imieniem zostały nazwane ulica na Osiedlu Szybowników w Bydgoszczy, w Wałbrzychu (Piaskowa Góra), Tomaszowie Mazowieckim (dzielnica Piaskowa), w Warszawie (dzielnica Bielany), w Białymstoku (Osiedle Pietrasze) oraz we Wrocławiu (osiedle Oporów).
Nazwa ulicy w Białymstoku została zmieniona w 2014 uchwałą Rady Miejskiej na ul. Danuty Siedzikówny-„Inki”. Pozostałe nazwy ulic zostały zmienione w 2017 na mocy ustawy dekomunizacyjnej przyjętej przez Sejm RP. W Bydgoszczy nazwa ulicy została zmieniona na ul. Tomasza Golloba, w Wałbrzychu na ul. Czesława Miłosza, a w Tomaszowie Mazowieckim na ul. Wilanowską. We Wrocławiu nazwa została zmieniona w roku 1992 na ul. Witolda Taszyckiego. W lipcu 2019 roku w Warszawie nazwa została ostatecznie zmieniona na ul. Zbigniewa Romaszewskiego.